# Mouna (Burkina Faso)
Pour les articles homonymes, voir Mouna.
Mouna est une commune située dans le département de Djibasso de la province de Kossi au Burkina Faso.